# 柳明姬
柳明姬（韓語：유명희，1954年9月5日—），大韓民國的微生物學家。也曾是大韓民國總統的科學顧問。

## 生平
柳明姬出生在首爾。她在中學時確定她有興趣的是科學及技術領域。柳明姬在首爾大學獲得學士學位，1981年在加州大學柏克萊分校獲得博士學位。後來在1985年在麻省理工學院進行博士後研究。
柳明姬大部份的研究都著重在解開α-1抗胰蛋白酶蛋白（屬於丝氨酸蛋白酶抑制剂家族）的結構及摺疊。她在1988年因為此項工作獲得世界傑出女科學家成就獎。柳明姬和她的團隊研究發現哪種胺基酸可以抑制特定的突变，例如TSF突变，其本身就是蛋白質摺疊的錯誤。她也和其研究團隊一起申請專利，專利的內容是有二硫鍵的α-1抗胰蛋白突變蛋白以及製備的方式。柳明姬是韩国科学技术研究院中21世紀尖端研發計劃的負責人。
柳明姬的研究刊登在《自然》、《蛋白質組研究期刊》、《美国国家科学院院刊》、《分子生物學期刊》、《生物化学杂志》《生物化学与分子生物学報告》（BMB Reports）等期刊。她的論文在生物化學、基因學、分子生物學、免疫學及微生物學都被多次引用。
柳明姬在2010年任命為大韓民國政府的总统室未来战略企划官。她的工作是監督政府通訊相關的科技及技術，並推動低碳經濟及環境科技。